# テッサロニカ
テッサロニカ（テッサロニケとも、希: Θεσσαλονίκη、ラテン文字転記：Thessalonike、紀元前352年、もしくは紀元前345年? - 紀元前295年）は、マケドニア王国の王女、また王妃である。マケドニア王ピリッポス2世とその妻（もしくは妾）のペライ出身のテッサリア人のニケシポリスの娘。テッサロニカはアレクサンドロス大王の異母妹、カッサンドロスの妻でもあり、マケドニアをギリシアの覇権国に押し上げたピリッポス2世、大王として有名なアレクサンドロス3世、そしてアンティパトロス朝の始祖カッサンドロスという、マケドニア王国の歴史上最も有力な3人と関わりを持つ。

## 生涯
テッサロニカは紀元前352年、もしくは紀元前345年頃生まれたとされる。テッサロニカが生まれた同じ日にマケドニア・テッサリア同盟軍がクロコスの戦い（Battle of Crocus Field）でフォキアを破ったことを記念して、フィリッポス王は「彼女をテッサリアの勝利と呼ばせよう」と宣言したと言われる。ギリシア語でテッサロニカの名前は『テッサリア』（thessalia）と『ニカ』（nice）という二つの言葉から成り立っており、『テッサリアの勝利』を意味している。テッサロニカの母親は彼女が生まれてから長くは生きなかったため、彼女は継母のオリュンピアス（アレクサンドロスの実母）に育てられたといえる。彼女は親しい友人であったニケシポリスを追悼し、テッサロニカを我が子のように育てたという。テッサロニカはオリュンピアスの世話の下の子供たちの中では最年少で、彼女が生まれた時、異母兄のアレクサンドロスはミエザの学園でアリストテレスの教育を受けていたため彼との関わり合いはほとんどなかった。
愛情を与えられつつ王妃の居所で幼少時代を過ごしたテッサロニカだったが、アレクサンドロス大王の死後、後継を巡って戦っていた遺将達（ディアドコイ）の一人、カッサンドロスの侵攻によって紀元前317年にマケドニアに戻り、他の王族らとともにピュドナの砦に避難した。ピュドナの砦が陥落し、継母のオリュンピアスがカッサンドロスに処刑されたことで、テッサロニカはカッサンドロスと結婚することを余儀なくされ、彼はアルゲアス朝に連なる機会を得た。カッサンドロスはその高貴な生まれを尊重し、彼女を丁重に扱ったという。それは愛情であると同様に政略であったとも考えられるが、結婚生活は幸福なものだったという。テッサロニカはマケドニア王妃となり、ピリッポス4世、アンティパトロス2世、アレクサンドロス5世という3人の息子の母となった。カッサンドロスはテルマと呼ばれていた都市に彼女の名をとってテッサロニキと名づけることで彼女に栄誉を与え、その都市はすぐにマケドニアで最も豊かで人口の多い都市の一つとなり、現在につながっている。
カッサンドロスの死後、テッサロニカは最初は息子たちへの影響力を保っていたとされる。息子の一人ピリッポス4世が父の後を継いで王になると、彼女は次期に王位を継ぐはずだったアンティパトロス2世に対し、アレクサンドロス5世と王位を分けるよう要求した。アンティパトロス2世は母が弟に深い愛情を注いでいることを妬むようになり、紀元前295年、ピリッポス4世の死後に王位を独占せんと母を処刑した。

## 死後
彼女の死後、アンティパトロス2世とアレクサンドロス5世が争い、これに介入したディアドコイの一人たるデメトリオスは両者をまとめて滅ぼし、王位を奪った。

## テッサロニカの伝説
ギリシアでは有名な伝説として エーゲ海に大昔から住んでいるという人魚の話があり、それはテッサロニカであると考えられている。伝説によると、アレクサンドロスは不死の泉を求めて旅立ち、困難の末に手に入れ、瓶一杯の不死の水で彼の妹の髪を洗った。アレクサンドロスが死んだ時、哀しみに打ちひしがれた彼女は海に飛び込んで命を絶とうとした。しかし、彼女は死ぬことができず、人魚となって七つの海を通る海の男たちに質問を投げかけ続けるようになった。彼女とであった男たちに投げかけられる質問は決まっており「アレクサンドロス王は生きていますか？」（ギリシャ語で「Ζει ο βασιλιάς Αλέξανδρος」）というもので、正しい答えは「彼はまだ生きて国を治めています」（ギリシャ語で「Ζει και βασιλεύει, και τον κόσμο κυριεύει!」）である。こう答えると彼女は船を安全に通すため海を穏やかにしてくれる。しかし、いかなる別の答えを言っても、彼女は怒り狂ったゴーゴンに姿を変え、船を曲げて船員ごと海にひっくり返してしまうという。